# Bode Saba – Wind der Wüste
Bode Saba – Wind der Wüste (Originaltitel: Le vent des amoureux) ist ein französischer Dokumentarfilm von Albert Lamorisse aus dem Jahr 1978. Der Film war 1979 für den Oscar für den besten Dokumentarfilm nominiert.

## Inhalt
Bode Sabe – Wind der Wüste besteht zum weit überwiegenden Teil aus Luftaufnahmen von Landschaften, Städten und Dörfern im Iran. Erzählt wird der Film aus Sicht eines Windes.

## Produktion
Shah Mohammad Reza Pahlavi wünschte sich einen Film, der die Modernisierung seines Landes und reiche Geschichte Persiens zeigen sollte, und lud Lamorisse ein, diesen Film zu drehen. Der Filmemacher wollte den Film aus der Luft filmen, wobei er die von ihm entwickelte Technik der Helivision nutzen wollte. Hierbei ist die Kamera an einem Hubschrauber montiert. Ursprünglich sollte dabei ein Vogel als Erzähler des Filmes fungieren. Darauf hingewiesen, dass in den ariden Gebieten, in denen er drehen wollte, wenige Vögel vorkommen, entschied er sich, die Perspektive eines der Winde einzunehmen. Obwohl sich Albert Lamorisse künstlerische Freiheit hatte zusichern lassen, wurde Bode Saba – Wind der Wüste unter Aufsicht des iranischen Kulturministeriums gedreht.
Lamorisse starb während der Erstellung des Films 1970 bei einem  Hubschrauberabsturz. Seine Witwe und sein Sohn beendeten den Film auf Grund seiner hinterlassenen Notizen.
Zu dem Unfall kam es, nachdem der Schah und das Kulturministerium mit einer Rohfassung nicht zufrieden waren und zu wenig Moderne, insbesondere Talsperren gezeigt wurden. Bei Aufnahmen an einer solchen verfing sich der Hubschrauber in einer Stromleitung.
Eine fünfundzwanzigminütige Fassung von Bode Saba – Wind der Wüste wurde 2019 in Tehran gezeigt.

## Rezeption
Hamid Naficy schrieb über den Film für PBS, dass die Winde den Zuschauer in dem Film von Ort zu Ort über die iranische Landschaft fegen würden. Die Kamera würde mit Geschmeidigkeit und Beweglichkeit die Gravitation ignorieren.
Im amerikanischen Magazin Slate wurde der Film als Propagandafilm bezeichnet.

## Ehrung
- Oscars: Albert Lamorisse war 1979 posthum für den besten Dokumentarfilm für diesen Film nominiert.[6]